# NGC 6317
NGC 6317 (другие обозначения — MCG 11-21-9, PGC 59708) — линзообразная галактика (S0) в созвездии Дракон.
Этот объект входит в число перечисленных в оригинальной редакции «Нового общего каталога».